# Staffan Mårtensson
Staffan Gustaf Martin Mårtensson, född 15 juni 1964 i Linköpings Sankt Lars församling, Östergötlands län, är en svensk klarinettist, dirigent och konstnärlig ledare.

## Biografi
Mårtensson har studerat på Kungliga Musikhögskolan i Stockholm, där han avlagt masterexamen i dirigering, samt i Rotterdam, Paris och Banff i Alberta, Kanada. Han vann 1990 Rikskonserters "Lansering -90". Samma år fick han andra pris i Tromp Muziekconcours i nederländska Eindhoven.  
Mårtensson anställdes som soloklarinettist i Kungliga Hovkapellet 2000 efter att ha haft samma funktion i Gävle symfoniorkester 1992-2000. Vid sidan av tjänsten är han verksam som solist och kammarmusiker och har framträtt med bland andra Wiener Concertverein, Stuttgarts Kammarorkester, Toulouse Kammarorkester, Camerata Lausanne, Bratislava Filharmoniska Orkester, Orchestre de la Garde Republicaine i Paris, Orchestre de Basse-Normandie, Tjeckiska Kammarfilharmonien, Kristiansands Kammarorkester samt ett dussintal svenska orkestrar, däribland Kungliga Hovkapellet och Stockholms Nya Kammarorkester (SNYKO).
Som dirigent framträder han med symfoniorkestrar och orkesterföreningar runt om i Sverige, såsom Norrköpings Symfoniorkester, Arméns Musikkår, Stockholms Blåsarsymfoniker, Östgöta Blåsarsymfoniker och S:t Tomas Symfoniorkester. Han grundade 2017 stråkorkestern SoFo Chamber Orchestra. Våren 2023 ledde han Kungliga Operans barnopera ”Var är smörgåsen?” i 37 föreställningar.
Förutom de klassiska mästerverken för klarinett spelar Mårtensson jazz, klezmer och nutida musik. Samarbeten med tonsättare har lett till ett antal uruppföranden av solokonserter, till exempel i Musikverein i Wien. Sven-David Sandström, Daniel Börtz, Georg Riedel, Mikael Karlsson, Carin Bartosch Edström, Albert Schnelzer, Johan Ullén, Jonas Forssell, Atli Ingólfsson, Roland Freisitzer, Thomas Heinisch, Johannes Kern, Fredrik Söderberg och Ray Næssén har skrivit musik direkt för honom. 
Bland hans samarbetspartners märks pianisterna Love Derwinger, Per Tengstrand, Bengt Forsberg och Frédéric Lagarde, violinisterna Pierre Amoyal och Tobias Ringborg. Med basisten Jan Adefelt och pianisten Lennart Simonsson har han ett uppmärksammat samarbete under namnet Stockholm Chamber Jazz. Gruppens första CD utkom 2015.
Han har även framträtt med ståuppkomikern Peter Wahlbeck, skådespelaren Reine Brynolfsson och jazzsångerskan Margareta Bengtson. 
Hans CD Clarinetto con forza vann en Grammis 2006 i kategorin Årets klassiska solist och valdes av Sveriges Radios CD-revyn till en av årets bästa skivor. På CD finns han också representerad med musik av Mozart, Copland, Fernström, Schumann, Brahms, Poulenc och i modern repertoar och jazz.
Mårtensson var 2008-2012 konstnärlig ledare för Sommarnattskonserterna på Nationalmuseum och är konstnärlig ledare för Östergötlands Musikdagar sedan 2001.
Han tilldelades medaljen Litteris et Artibus i januari 2014. År 2016 tilldelades han Rolf Wirténs kulturpris.

## Diskografi
- "Schumann, Works for clarinet, viola and piano", (Chamber Sound 1995). Tre fantasistycken, Tre romanser
- "Brahms, Clarinet sonatas op. 120:1-2; FAE scherzo (Chamber Sound, 1997). Med E Lanninger, piano
- "Obscura" (dB Productions 2002). Nelson, Milder, Mårtensson, Sandred, Österling
- Swedish grace (Mindfeel, 2003). John Fernströms klarinettkonsert, Tre sånger av Stenhammar
- "Mozart, Clarinet Quintet" (Mindfeel 2006)
- "Francis Poulenc" (Nosag Records, 2005). Poulencs klarinettsonat
- Clarinetto con forza (Phono Suecia, 2006). Forssell, Bartosch-Edström, Söderberg, Dahl, Lidholm, Eklund, Sandström - Grammisvinnare 2006
- "Roland Freisitzer" (ORF Wien, 2007). Bassett Clarinet Concerto
- "Concertos for Clarinet", Mozart, Copland, Fernström (Mindfeel 2007).
- "Bernhard Henrik Crusell, Woodwind concertos", (Sterling, 2007). Krommer Dubbelkonsert.
- "Predatory Dances" (Daphne Records 2008). Chamber music by Albert Schnelzer
- "Meloscope Deluxe" (Kopasetic Productions 2008). Contemporary jazz.
- "Stockholm Chamber Jazz" (Daphne Records 2015)